# Lok Sabha
Lok Sabha (Hindi: लोक सभा) còn được gọi Hạ viện Nhân dân hay Viện dân biểu, là hạ viện của Quốc hội Ấn Độ. Tất cả các thành viên của hạ viện được các cử tri Ấn Độ trực tiếp bầu chọn trên cơ sở phổ thông đầu phiếu và đầu phiếu đa số tương đối đại diện cho khu vực bầu cử, và giữ ghế với nhiệm kỳ 5 năm hoặc cho đến khi Hạ viện bị Tổng thống giải tán theo tham vấn của Nội các Ấn Độ. Phòng họp của Hạ viện được tổ chức tại Lok Sabha Chambers thuộc Sansad Bhavan, New Delhi.
Hiến pháp quy định rằng số dân biểu tối đa của Hạ viện là 552 người (ban đầu vào năm 1950 là 500 người). Tính đến tháng 8/2020, Hạ viện có 543 ghế được bổ nhiệm từ các khu vực bầu cử, tối đa 543 đại biểu được bầu. Từ năm 1952 đến năm 2020, 2 đại biểu bổ sung của cộng đồng Anh-Ấn do Tổng thống Ấn Độ đề cử theo tham vấn từ Chính phủ Ấn Độ, đã bị bãi bỏ vào tháng 1/2020 bởi Đạo luật sửa đổi Hiến pháp lần thứ 104 năm 2019. Lok Sabha có sức chứa 550 người.
Tổng cộng có 131 ghế (24,03%) được dành riêng cho các tầng lớp xã hội (84 ghế) và bộ tộc (47 ghế). Số ghế cần thiết cho Hạ viện là 10% tổng số đại biểu. Hiện tại không có hạn ngạch trong quốc hội của Ấn Độ cho sự tham gia của phụ nữ, tuy nhiên, Dự luật đề xuất để dành cho phụ nữ 33% số ghế trong Lok Sabha cho phụ nữ.
Nhiệm kỳ của Hạ viện là 5 năm, trừ khi bị giải tán bởi Tổng thống sẽ kết thúc nhiệm kỳ sớm hơn. Tuy nhiên, trong trường hợp đang áp dụng ban bố tình trạng khẩn cấp, nhiệm kỳ có thể được Quốc hội kéo dài theo luật.
Ghế trong Hạ viện được phân bổ giữa các bang theo dân số theo cách như vậy là tỷ lệ giữa con số và dân số của Nhà nước, cho đến nay, giống nhau cho tất cả các bang.
Mọi công dân của Ấn Độ trên 18 tuổi, không phân biệt giới tính, đẳng cấp, tôn giáo hay chủng tộc, đủ tiêu chuẩn, đủ điều kiện đều có quyền bỏ phiếu cho cuộc bầu cử thành viên của Lok Sabha.
Lok Sabha có kênh truyền hình riêng, Lok Sabha TV, có trụ sở chính trong khuôn viên của Quốc hội.

## Lịch sử
Phần lớn Tiểu lục địa Ấn Độ nằm dưới sự cai trị của thực dân Anh 1857-1947. Trong thời gian này Quốc vụ khanh của Ấn Độ (cùng với Hội đồng Ấn Độ) là chức vụ thông qua Quốc hội Anh thực hiện quyền lực tại tiểu lục địa Ấn Độ, và văn phòng của Viceroy(Văn phòng Toàn quyền Ấn Độ) với Hội đồng điều hành Ấn Độ bao gồm các quan chức chính phủ Anh. Đạo luật 1861 Hội đồng Ấn Độ quy định một hội đồng lập pháp bao gồm các thành viên của Hội đồng điều hành và các thành viên không chính thức. Đạo luật 1892 Hội đồng Ấn Độ quy định thành lập cơ quan lập pháp ở mỗi tỉnh của Ấn Độ thuộc Anh và tăng quyền hạn của Hội đồng Lập pháp. Mặc dù các đạo luật tăng số lượng người Ấn Độ vào chính quyền nhưng quyền lực rất hạn chế, và số lượng đại diện khá nhỏ. Đạo luật 1909 Hội đồng Ấn Độ và đạo luật 1919 chính quyền Ấn Độ tiếp tục mở rộng sự tham gia người Ấn Độ vào chính quyền. Đạo luật Ấn Độ độc lập năm 1947 chia lãnh thổ Ấn Độ làm 2 quốc gia mới là Ấn Độ và Pakistan. Quốc hội Lập hiến cũng được chia làm 2 cho mỗi quốc gia, mỗi Quốc hội mới có quyền hạn chuyển giao chủ quyền và có sự thống trị tương ứng.
Hiến pháp Ấn Độ được thông qua 26/11/1949 và có hiệu lực 26/1/1950 tuyên bố Ấn Độ là quốc gia độc lập, cộng hòa dân chủ.
Điều 79 Hiến pháp Ấn Độ quy định Quốc hội Ấn Độ bao gồm Tổng thống và 2 viện Rajya Sabha và Lok Sabha.
Lok Sabha khóa đầu tiên được thành lập 17/4/1952 sau cuộc bầu cử đầu tiên từ 5/10/1951-21/2/1952.

## Tư cách trở thành nghị sĩ
Để có thể trở thành thành viên của Lok Sabha, ứng cử viên phải là công dân Ấn Độ, từ 25 năm tuổi trở lên, có sức khỏe tâm thần tốt, không bị phá sản và không bị kết án hình sự. Hiện nay, Viện dân biểu có 543 thành viên.
Theo đó Hiến pháp Ấn Độ quy định cụ thể như sau:
Điều 84 Hiến pháp Ấn Độ quy định để trở thành thành viên của Lok Sabha:
- Phải là công dân Ấn Độ, và đăng ký trước Ủy ban Bầu cử Ấn Độ hứa hoặc đăng ký theo mẫu theo Chương 3 Hiến pháp Ấn Độ;
- Có độ tuổi trên 25;
- Có bằng cấp khác được quy định bởi đại diện hoặc luật pháp do Quốc hội;

Tuy nhiên trong các điều sau không đủ tư cách:
- Là thành viên của tổ chức lợi nhuận;
- Không đủ sức khỏe và được tòa tuyên bố;
- Không đủ trả nợ;
- Không phải công dân Ấn Độ, hoặc mang quốc tịch thứ 2, hay thừa nhận trung thành với Quốc gia hay tổ chức nào đó;
- Vi phạm kỷ luật Đảng (theo chương 10 Hiến pháp Ấn Độ); bị loại bỏ dưới Đạo luật 1951 Đại diện Nhân dân;

Điều 101 Hiến pháp quy định - Không thể đồng thời là thành viên của cả hai viện - Không thể đồng thời là thành viên của Quốc hội và thành viên Lập pháp của Bang.
Một đại biểu trong Lok Sabha sẽ bị loại bỏ trong các trường hợp sau:
1. Từ chức
2. Không tham gia phiên họp của Lok Sabha trong 60 ngày mà không có sự cho phép trước của Chủ tịch Lok Sabha
3. Bị áp đặt quyền không đủ tư cách theo Hiến pháp hoặc bất cứ nghị quyết nào của Quốc hội
4. Bị truất quyền theo "Đạo luật chống ly khai"

### Hệ thống bầu cử
Lok Sabha được bầu một cách trực tiếp và kín; Mỗi bang được chia thành khu vực bầu cử. Theo Hiến pháp Ấn Độ quy định:
- Số ghế trong Lok Sabha đại diện cho toàn bộ các bang của Ấn Độ. Mỗi ghế đại diện cho 1 khu vực bầu cử.
- Khu vực bầu cử được dựa theo số dân tại bang đó.

## Quyền lực
Lok Sabha có quyền hạn lớn hơn Rajya Sabha:
- Bỏ phiếu bất tín nhiệm cho Nội các được Lok Sabha bầu và thông qua. Nếu đa số phiếu tán thành, Thủ tướng và Nội các phải từ chức. Tuy nhiên Thủ tướng có thể yêu cầu Tổng thống giải tán Lok Sabha để tổ chức bầu cử trước thời hạn. Tổng thống thường chấp nhận đề nghị này, trừ khi Lok Sabha bầu được Thủ tướng mới với đa số phiếu.
- Ngân sách được trình cho Lok Sabha, và sau khi được thông quan gửi tới Rajya Sabha để thảo luận trong 14 ngày. Nếu không được Rajya Sabha thông qua, hoặc sau 14 ngày không có hành động nào hoặc kiến nghị của Rajya Sabha không được Lok Sabha chấp thuận, thì ngân sách sẽ được thông qua. Các ngân sách được Bộ trưởng Tài chính trình trước Quốc hội dưới tên của Tổng thống.
- Những vấn đề không liên quan tới tài chính, dự thảo luật được thông qua bởi một trong 2 viện, sau đó được tiếp tục tới viện còn lại có thể xem xét trong thời gian tối đa là 6 tháng. Trong vòng 6 tháng viện không thông qua hoặc không xử lý, hoặc không tán thành với viện kia, dự thảo rơi vào bế tắc. Khi đó tổ chức 1 cuộc họp gồm 2 viện, chủ trì bởi Chủ tịch Lok Sabha với 1 quyết định đa số. Quyền lực của Lok Sabha thường chiếm ưu thế trong tình huống này, bởi Lok Sabha có thành viên gấp đôi Rajya Sabha.
- Có quyền tương đương với Rajya Sabha trong vấn đề đề xuất dự thảo hoặc sửa đổi Hiến pháp
- Có quyền tương đương với Rajya Sabha trong vấn đề luận tội Tổng thống.
- Có quyền tương đương với Rajya Sabha trong vấn đề luận tội các thẩm phán Tòa án Tối cao và Tòa án các Bang.
- Có quyền tương đương với Rajya Sabha trong vấn đề tuyên bố chiến tranh hoặc ban bố tình trạng khẩn cấp, hoặc trong tình trạng khủng hoảng Hiến pháp trong các Bang.
- Nếu Lok Sabha bị giải thể trước hoặc sau tình trạng khẩn cấp quốc gia, Rajya Sabha sẽ trở thành Quốc hội duy nhất. Không thể bị giải tán. Đây là hạn chế của Lok Sabha. Nhưng Tổng thống không thể vượt quá nhiệm kỳ 1 năm từ khi ban bố tình trạng khẩn cấp và sẽ không quá 6 tháng nếu không còn tình trạng khẩn cấp.

## Phân bổ số ghế theo các Bang
Một hành động vẽ lại ranh giới các khu vực bầu cử Lok Sabha được thực hiện bởi Ủy ban Phân định ranh giới của Ấn Độ hàng thập kỷ dựa trên cuộc điều tra dân số Ấn Độ, lần cuối cùng được tiến hành vào năm 2011. Hành động này trước đó cũng bao gồm việc phân bổ lại ghế giữa các bang dựa trên những thay đổi về nhân khẩu học nhưng quy định về nhiệm vụ của ủy ban đã bị đình chỉ vào năm 1976 sau khi hiến pháp được sửa đổi nhằm khuyến khích chương trình kế hoạch hóa gia đình đang được thực hiện.
Tính đến ngày 15 tháng 8 năm 2020, Lok Sabha bao gồm 543 thành viên.
| Lãnh thổ                    | Cấp                | Số ghế |
| --------------------------- | ------------------ | ------ |
| Quần đảo Andaman và Nicobar | Lãnh Thổ Liên Bang | 1      |
| Andhra Pradesh              | Bang               | 25     |
| Arunachal Pradesh           | Bang               | 2      |
| Assam                       | Bang               | 14     |
| Bihar                       | Bang               | 40     |
| Chandigarh                  | Lãnh Thổ Liên Bang | 1      |
| Chhattisgarh                | Bang               | 11     |
| Dadra và Nagar Haveli       | Lãnh Thổ Liên Bang | 1      |
| Daman và Diu                | Lãnh Thổ Liên Bang | 1      |
| Delhi                       | Lãnh Thổ Liên Bang | 7      |
| Goa                         | Bang               | 2      |
| Gujarat                     | Bang               | 26     |
| Haryana                     | Bang               | 10     |
| Himachal Pradesh            | Bang               | 4      |
| Jammu và Kashmir            | Bang               | 6      |
| Jharkhand                   | Bang               | 14     |
| Karnataka                   | Bang               | 28     |
| Kerala                      | Bang               | 20     |
| Lakshadweep                 | Lãnh Thổ Liên Bang | 1      |
| Madhya Pradesh              | Bang               | 29     |
| Maharashtra                 | Bang               | 48     |
| Manipur                     | Bang               | 2      |
| Meghalaya                   | Bang               | 2      |
| Mizoram                     | Bang               | 1      |
| Nagaland                    | Bang               | 1      |
| Odisha                      | Bang               | 21     |
| Puducherry                  | Lãnh Thổ Liên Bang | 1      |
| Punjab                      | Bang               | 13     |
| Rajasthan                   | Bang               | 25     |
| Sikkim                      | Bang               | 1      |
| Tamil Nadu                  | Bang               | 39     |
| Telangana                   | Bang               | 17     |
| Tripura                     | Bang               | 2      |
| Uttarakhand                 | Bang               | 5      |
| Uttar Pradesh               | Bang               | 80     |
| West Bengal                 | Bang               | 42     |
| Tổng                        | Tổng               | 543    |

## Chủ tịch Lok Sabha
Chủ tịch Lok Sabha là chủ tọa phiên họp của Lok Sabha, hạ viện Ấn Độ. Chủ tịch được bầu tại phiên họp đầu tiên của Lok Sabha, có nhiệm kỳ 5 năm. Chủ tịch là thành viên của Lok Sabha và thường là thành viên của đảng cầm quyền hoặc liên minh đảng cầm quyền.
| Thứ | Tên                      | Chân dung | Nhiệm kỳ   | Nhiệm kỳ        | Nhiệm kỳ        | Nhiệm kỳ       | Đảng                          | Đảng |
| Thứ | Tên                      | Chân dung | Từ         | Tới             | Kéo dài         | Lok Sabha khóa | Đảng                          | Đảng |
| --- | ------------------------ | --------- | ---------- | --------------- | --------------- | -------------- | ----------------------------- | ---- |
| 1   | Ganesh Vasudev Mavlankar | —         | 15/5/1952  | 27/2/1956       | 3 năm, 288 ngày | 1              | Đảng Quốc Đại Ấn Độ           |      |
| 2   | M. A. Ayyangar           | —         | 8/3/1956   | 10/5/1957       | 1 năm, 63 ngày  | 1              | Đảng Quốc Đại Ấn Độ           |      |
| 2   | M. A. Ayyangar           | —         | 11/5/1957  | 16/4/962        | 4 năm, 340 ngày | 2              | Đảng Quốc Đại Ấn Độ           |      |
| 3   | Sardar Hukam Singh       | —         | 17/4/1962  | 16/3/1967       | 4 năm, 333 ngày | 3              | Đảng Quốc Đại Ấn Độ           |      |
| 4   | Neelam Sanjiva Reddy     | —         | 17/3/1967  | 19/7/1969       | 2 năm, 124 ngày | 4              | Đảng Quốc Đại Ấn Độ           |      |
| 5   | Gurdial Singh Dhillon    | —         | 8/8/1969   | 19/3/1971       | 1 năm, 221 ngày | 4              | Đảng Quốc Đại Ấn Độ           |      |
| 5   | Gurdial Singh Dhillon    | —         | 22/3/1971  | 1/12/1975       | 4 năm, 254 ngày | 5              | Đảng Quốc Đại Ấn Độ           |      |
| 6   | Bali Ram Bhagat          | —         | 15/1/1976  | 25/3/1977       | 1 năm, 69 ngày  | 5              | Đảng Quốc Đại Ấn Độ           |      |
| (4) | Neelam Sanjiva Reddy     | —         | 26/3/1977  | 13/7/1977       | 109 ngày        | 6              | Đảng Janata                   |      |
| 7   | K. S. Hegde              |           | 21/7/1977  | 21/1/1980       | 2 năm, 184 ngày | 6              | Đảng Janata                   |      |
| 8   | Balram Jakhar            |           | 22/1/1980  | 15/1/1985       | 4 năm, 359 ngày | 7              | Đảng Quốc Đại Ấn Độ           |      |
| 8   | Balram Jakhar            | 16/1/1985 | 18/12/1989 | 4 năm, 336 ngày | 8               |                | Đảng Quốc Đại Ấn Độ           |      |
| 9   | Rabi Ray                 | —         | 19/12/1989 | 9/7/1991        | 1 năm, 202 ngày | 9              | Janata Dal                    |      |
| 10  | Shivraj Patil            |           | 10/7/1991  | 22/5/1996       | 4 năm, 317 ngày | 10             | Đảng Quốc Đại Ấn Độ           |      |
| 11  | P. A. Sangma             | —         | 23/5/1996  | 23/3/1998       | 1 năm, 304 ngày | 11             | Đảng Quốc Đại Ấn Độ           |      |
| 12  | G. M. C. Balayogi        | —         | 24/3/1998  | 19/10/1999      | 1 năm, 209 ngày | 12             | Đảng Telugu Desam             |      |
| 12  | G. M. C. Balayogi        | —         | 22/10/1999 | 3/3/2002        | 2 năm, 132 ngày | 13             | Đảng Telugu Desam             |      |
| 13  | Manohar Joshi            |           | 10/5/2002  | 2/6/2004        | 2 năm, 23 ngày  | 13             | Shiv Sena                     |      |
| 14  | Somnath Chatterjee       | —         | 4/6/2004   | 31/5/2009       | 4 năm, 361 ngày | 14             | Đảng Cộng sản Ấn Độ (Marxist) |      |
| 15  | Meira Kumar              |           | 4/6/2009   | 4/6/2014        | 5 năm, 0 ngày   | 15             | Đảng Quốc Đại Ấn Độ           |      |
| 16  | Sumitra Mahajan          |           | 6/6/2014   | 16/6/2019       | 5 năm, 10 ngày  | 16             | Đảng Bharatiya Janata         |      |
| 17  | Om Birla                 |           | 19/6/2019  | Đương nhiệm     | 5 năm, 278 ngày | 17             | Đảng Bharatiya Janata         |      |

## Phó Chủ tịch Lok Sabha
Phó Chủ tịch Lok Sabha là người đứng sau Chủ tịch trong Lok Sabha. Là Quyền chủ tịch của Lok Sabha trong trường hợp Chủ tịch không đảm đương được công việc của mình như vấn đề về sức khỏe...Phó Chủ tịch được bầu trong phiên họp đầu tiên của Lok Sabha, và có nhiệm kỳ 5 năm. Nhiệm kỳ chỉ kết thúc sớm khi từ chức hoặc do Lok Sabha ra nghị quyết miễn nhiệm.
| Thứ | Tên                      | Nhiệm kỳ               | Đảng                                     |
| --- | ------------------------ | ---------------------- | ---------------------------------------- |
| 1   | M. A. Ayyangar           | 30/5/1952 - 7/3/1956   | Đảng Quốc Đại Ấn Độ                      |
| 2   | Sardar Hukam Singh       | 20/3/1956 - 31/3/1962  | Đảng Quốc Đại Ấn Độ                      |
| 3   | S. V. Krishnamoorthy Rao | 23/4/1962 - 3/3/1968   | Đảng Quốc Đại Ấn Độ                      |
| 4   | R.K. Khadilkar           | 28/3/1967 - 1/11/1969  | Đảng Quốc Đại Ấn Độ                      |
| 5   | G.G. Swell               | 9/2/1970 - 18/1/1977   | Hội nghị Lãnh đạo tất cả các Đảng        |
| 6   | Godey Murahari           | 1/4/1977 - 22/8/1979   | Đảng Quốc Đại Ấn Độ                      |
| 7   | G. Lakshmanan            | 1/2/1980 - 31/12/1984  | Dravida Munnetra Kazhagam                |
| 8   | M. Thambi Durai          | 22/1/1985 - 27/11/1989 | Liên minh tiến bộ Anna Dravidian toàn Ấn |
| 9   | Shivraj Patil            | 19/3/1990 - 13/3/1991  | Đảng Quốc Đại Ấn Độ                      |
| 10  | S. Mallikarjunaiah       | 13/8/1991 - 10/5/1996  | Đảng Bharatiya Janata                    |
| 11  | Suraj Bhan               | 12/7/1996 - 4/12/1997  | Đảng Bharatiya Janata                    |
| 12  | P.M. Sayeed              | 17/12/1998 - 6/2/2004  | Đảng Quốc Đại Ấn Độ                      |
| 13  | Charanjit Singh Atwal    | 9/6/2004 - 18/5/2009   | Shiromani Akali Dal                      |
| 14  | Karia Munda              | 8/6/2009–16/5/2014     | Đảng Bharatiya Janata                    |
| 15  | M. Thambi Durai          | 13/8/2014 - 25/5/2019  | Liên minh tiến bộ Anna Dravidian toàn Ấn |

## Phiên họp

### Phiên họp và thời gian
Có 3 phiên họp diễn ra trong năm:
- Phiên họp ngân sách: từ tháng 2- tháng 5
- Phiên họp mùa mưa: từ tháng 7- tháng 9
- Phiên họp mùa đông:từ tháng 11- giữa tháng 12

### Quy định
Các Quy định thủ tục và Quản lý Nghị sự trong Lok Sabha và sự điều khiển của Chủ tịch trước và trong phiên họp của Lok Sabha là các quy định chủ yếu trong mỗi phiên họp Lok Sabha. Các vấn đề nghị sự được gửi tới thành viên của Nội các và được Chủ tịch thông qua. Trước đó danh sách vấn đề nghị sự được in và gửi cho thành viên của Lok Sabha. Đối với những vấn đề khác thì sẽ được thông qua Ủy ban tư vấn Nghị sự Lok Sabha xem xét có đưa ra phiên họp không.